# Fattoriale crescente di base q
In matematica, nel campo della combinatoria, si dice fattoriale crescente di base q nella x relativo a {\displaystyle \infty } la serie
{\displaystyle (x;q)_{\infty }:=\prod _{k=0}^{\infty }(1-q^{k}x),}
per le variabili complesse x e q; se si pongono problemi di convergenza chiediamo che sia |q|<1.
Si dice invece fattoriale crescente di base q nella x relativo al numero complesso n
{\displaystyle (x;q)_{n}:={\frac {(x;q)_{\infty }}{(q^{n}x;q)_{\infty }}}}
Se n è un intero naturale
{\displaystyle (x;q)_{n}:=\prod _{k=0}^{n-1}(1-q^{k}x)=(1-x)(1-xq)(1-xq^{2})\cdots (1-xq^{n-1})}
Risulta quindi individuata una famiglia di successioni di polinomi nella x parametrizzata da q che inizia con i seguenti componenti:
{\displaystyle (x;q)_{0}=1}
{\displaystyle (x;q)_{1}=1-x}
{\displaystyle (x;q)_{2}=(1-x)(1-qx)=1-(1+q)x+qx^{2}\qquad }
{\displaystyle \,(x;q)_{3}=(1-x)(1-qx)(1-q^{2}x)=1-(1+q+q^{2})x+(q+q^{2}+q^{3})x^{2}-q^{3}x^{3}\,}
Questi polinomi (formali) sono chiamati anche q-fattoriali crescenti, q-simboli di Pochhammer e simboli di Pochhammer di base q. Essi sono ampiamente utilizzati nelle formule esprimenti proprietà delle serie ipergeometriche di base q.

## Notazione con argomenti multipli
Dato che le identità che coinvolgono i q-simboli di Pochhammer spesso contengono il prodotto di più simboli, convenzionalmente si scrive un prodotto come un unico simbolo con argomenti multipli:
{\displaystyle (x_{1},x_{2},\ldots ,x_{m};q)_{n}=(x_{1};q)_{n}(x_{2};q)_{n}\ldots (x_{m};q)_{n}.}